# Municipio de Fenter (condado de Grant)
El municipio de Fenter (en inglés: Fenter Township) es un municipio ubicado en el condado de Grant en el estado estadounidense de Arkansas. En el año 2010 tenía una población de 909 habitantes y una densidad poblacional de 9,42 personas por km².

## Geografía
El municipio de Fenter se encuentra ubicado en las coordenadas 34°20′35″N 92°37′51″O / 34.34306, -92.63083. Según la Oficina del Censo de los Estados Unidos, el municipio tiene una superficie total de 96.47 km², de la cual 96,3 km² corresponden a tierra firme y (0,17 %) 0,16 km² es agua.

## Demografía
Según el censo de 2010, había 909 personas residiendo en el municipio de Fenter. La densidad de población era de 9,42 hab./km². De los 909 habitantes, el municipio de Fenter estaba compuesto por el 97,25 % blancos, el 0,55 % eran afroamericanos, el 0,33 % eran amerindios, el 0,77 % eran de otras razas y el 1,1 % eran de una mezcla de razas. Del total de la población el 1,98 % eran hispanos o latinos de cualquier raza.